# سیارک ۱۲۱۹۷
سیارک ۱۲۱۹۷ (به انگلیسی: 12197 Jan-Otto، نامگذاری:1980FR2) دوازده هزار و صد و نود و هفتمین سیارک کشف شده‌است که در ۱۶ مارس ۱۹۸۰ کشف شد.
قدر مطلق سیارک برابر ۲۳.۴ است.